# Lepidospartum latisquamum
Lepidospartum latisquamum is een plantensoort die behoort tot de composietenfamilie (Asteraceae). Het verspreidingsgebied bevindt zich vooral in het zuidwesten van de Verenigde Staten.